# Pcin (kolonia)
Pcin – dawniej kolonia w Polsce, w województwie mazowieckim, w powiecie lipskim, w gminie Ciepielów.
W latach 1975–1998 miejscowość administracyjnie należała do województwa radomskiego.
Miejscowość zniesiono z dniem 1 stycznia 2016.